# HeroQuest (jeu de rôle)
Pour les articles homonymes, voir HeroQuest.
HeroQuest est un jeu de rôle créé (pour l'essentiel) par Greg Stafford et Robin D. Laws (en), édité en 2003 par Issaries Inc. (le jeu de société de MB n'étant plus édité, Issaries Inc. a acquis les droits sur le nom).

HeroQuest, Roleplaying in Glorantha est un jeu de rôle médiéval-fantastique, ou plutôt antique-fantastique, se déroulant dans le monde de Glorantha (qui constituait déjà l'arrière-plan du jeu de rôle RuneQuest). Il s'agit du remplaçant de Hero Wars ; ce n'est pas une nouvelle édition de Hero Wars mais une version améliorée (les suppléments sont compatibles).
Le système de jeu permet de gérer des actions à l'échelle héroïque (leurs conséquences sont souvent de grande ampleur), il est aussi très interactif : il incite les joueurs à faire preuve d'imagination pour utiliser toutes les ressources de leurs personnages (dont les caractéristiques sont décidées de manière très libre par les joueurs) afin de faire progresser l'action de la manière la plus amusante et originale possible.
En avril 2020, Chaosium publie QuestWorlds, de document de référence du système de HeroQuest sous licence libre OGL.